# Amt Saarburg-Land
Das Amt Saarburg-Land war ein Verwaltungsbezirk (Amt) im Landkreis Saarburg im Regierungsbezirk Trier.
Nach dem Preußischen Gemeindelexikon von 1930 war der Landkreis in folgende Ämter eingeteilt:
Freudenburg, Irsch-Beurig, Orscholz, Perl, Saarburg-Land, Sinz-Nennig, Tawern und Zerf.
1931 war der Verwaltungssitz in Saarburg und der Bürgermeister hieß Rosiny.
Die Amtsvertretung hatte 23 Sitze.
Von den 5259 Einwohnern waren 5152 katholisch, 12 evangelisch und 95 israelisch.
Die Gesamtfläche betrug 7550 Hektar (ha), davon bebaute Fläche 58 ha, Ackerland 4672 ha, Wald- und Wiesenfläche 2345 ha.
Zugehörige Gemeinden waren (Stand 1931):
1. Gemeinde Ayl: Landwirtschaftsgemeinde
2. Gemeinde Biebelhausen: Landwirtschaftsgemeinde
3. Gemeinde Bilzingen: Landwirtschaftsgemeinde
4. Gemeinde Kahren: Landwirtschaftsgemeinde
5. Gemeinde Krutweiler: Landwirtschaftsgemeinde
6. Gemeinde Faha: Landwirtschaftsgemeinde
7. Gemeinde Kelsen: Landwirtschaftsgemeinde
8. Gemeinde Kirf: Landwirtschaftsgemeinde
9. Gemeinde Körrig: Landwirtschaftsgemeinde
10. Gemeinde Mannebach: Landwirtschaftsgemeinde
11. Gemeinde Meurich: Landwirtschaftsgemeinde
12. Gemeinde Münzingen: Landwirtschaftsgemeinde
13. Gemeinde Niederleuken: Landwirtschaftsgemeinde
14. Gemeinde Portz: Landwirtschaftsgemeinde
15. Gemeinde Rommelfangen: Landwirtschaftsgemeinde
16. Gemeinde Soest: Landwirtschaftsgemeinde
17. Gemeinde Trassem: Landwirtschaftsgemeinde

## Geschichte
Das Amt Saarburg-Land entstand 1927 aus der Bürgermeisterei Saarburg, kam 1968 zur Verbandsgemeinde Saarburg-Land und 1970 zur Verbandsgemeinde Saarburg.